# Chiesa dei Santi Pietro e Paolo (Longbridge Deverill)
La chiesa dei Santi Pietro e Paolo (in inglese Church of St. Peter and St. Paul) è la parrocchiale anglicana che si trova a Longbridge Deverill villaggio e parrocchia civile del Wiltshire nel Sud Ovest dell'Inghilterra. La storia del luogo di culto inizia almeno nel XII secolo, rientra nella diocesi di Salisbury ed è considerato un monumento classificato di seconda categoria per il suo particolare interesse storico e architettonico.

## Storia

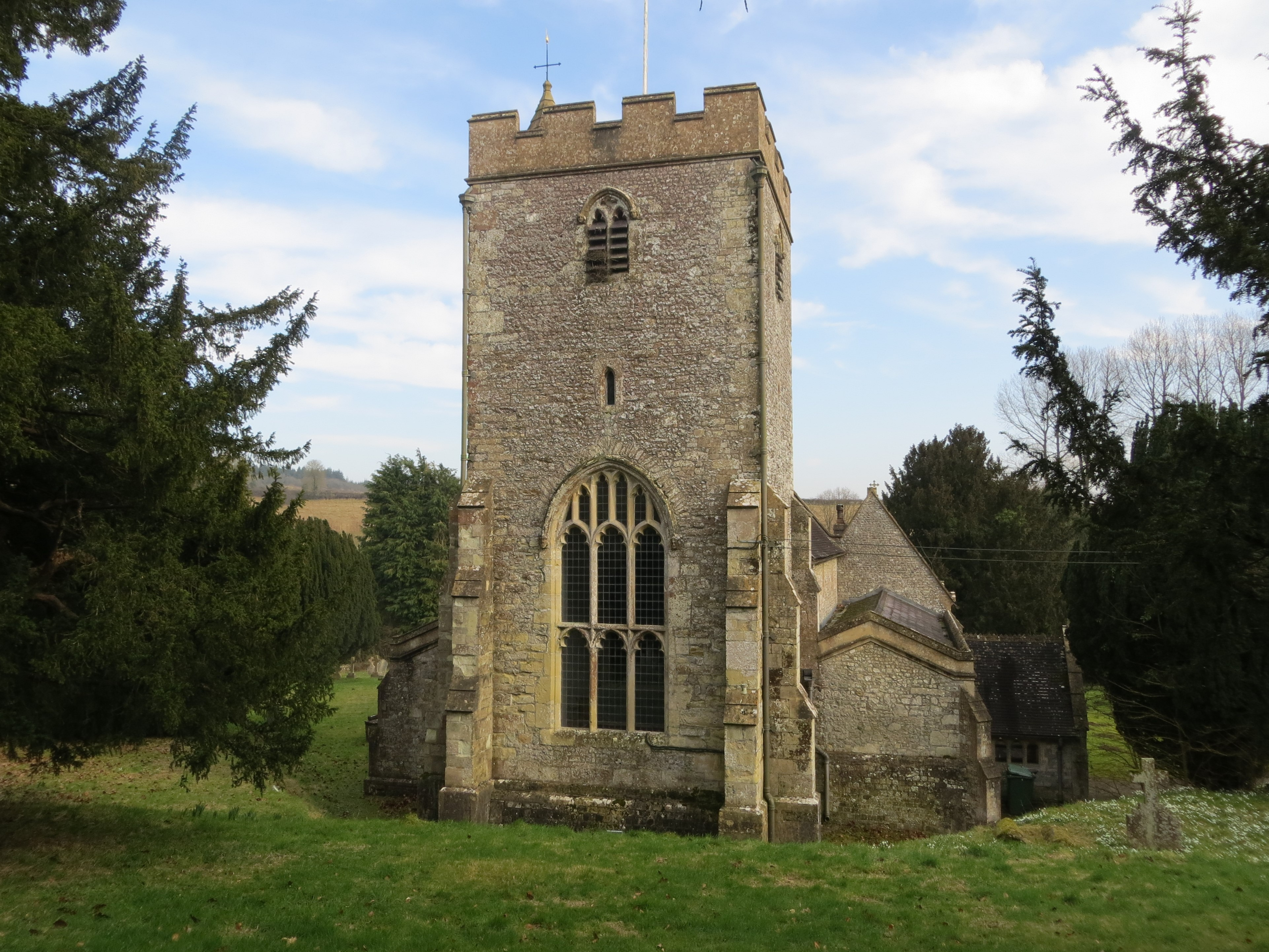
Torre della chiesa

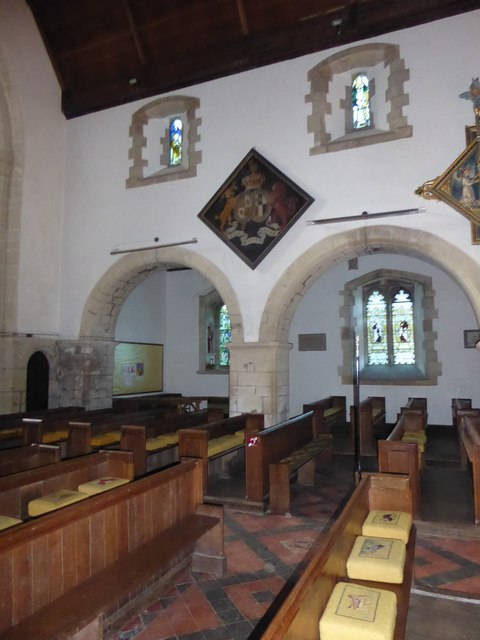
Interno della sala con le due navate

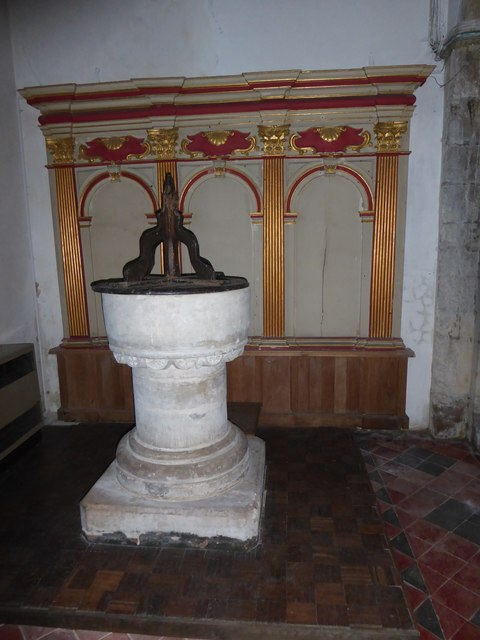
Fonte battesimale

Longbridge Deverill apparteneva all'abbazia di Glastonbury dal X secolo. Il grande censimento noto come Domesday Survey non menziona il villaggio. È molto probabile che sul sito ci fosse una chiesa in legno in epoca sassone che venne sostituita da una chiesa in pietra entro il 1130. La parte più antica risale alla metà del XII secolo, e si ritiene che la chiesa non sia stata dedicata fino a quando non fu consacrata da Tommaso Becket dopo il 1162. l'altare che usò per la consacrazione è ancora nella chiesa e si pensa che le incisioni che si trovano sull'altare siano state realizzate dallo stesso Tommaso. La chiesa originariamente consisteva in un presbiterio e una navata, il cui porticato meridionale e la navata laterale furono ricostruiti nel XIV secolo. Sebbene l'edificio che ci è pervenuto risalga prevalentemente al XIV e XV secolo, l'arcata della navata nord risale alla prima metà del XII secolo. Anche il fonte battesimale risale allo stesso periodo.Più tardi, nello stesso secolo, fu costruita la massiccia torre. Nel XVI secolo la navata laterale settentrionale fu ricostruita nello stile gotico inglese. La chiesa beneficiò della generosità della famiglia Thynne e conserva molti monumenti per i membri della famiglia. Nel 1852 il presbiterio, la cappella di Bath e la sagrestia, sul lato sud, furono tutti oggetto di ampliamenti verso est. Il fonte battesimale è un monumento a Lord John Thynne e fu progettato per essere poi utilizzato come fonte battesimale da Sir Alfred Gilbert. Il cancello del cimitero fu donato da William Morrice. Nella prima parte del XX secolo, il canonico John Brocklebank fu un generoso benefattore della chiesa. Tra il 1912 e il 1927 donò lo stemma reale e la maggior parte delle vetrate colorate. I registri parrocchiali che iniziano dal 1682, diversi da quelli in uso, sono conservati nel Wiltshire & Swindon History Centre a Chippenham.

## Descrizione
L'English Heritage ha inserito dall'11 settembre 1968 la chiesa dei Santi Pietro e Paolo di Longbridge Deverill tra gli edifici storici come monumento classificato di seconda categoria col numero 1200661. La chiesa appartiene alla diocesi di Salisbury.

### Esterni
La chiesa sorge nella parte settentrionale del villaggio di Longbridge Deverill nella contea del Wiltshire nel Sud Ovest dell'Inghilterra. La chiesa è la più grande della parrocchia civile. Il campanile si erge su tre piani e ha grandi contrafforti alla base. Il piano inferiore è caratterizzato dalla grande finestra in stile gotico inglese e nella cella campanaria vi sono 8 campane che vengono suonate regolarmente. La sommità si conclude con una balaustra merlata. Attorno alla chiesa si trova il cimitero della comunità.

### Interni
La sala interna è di grandi dimensioni, con due navate. L'arcata della navata nord ha importanza storica poiché risale alla prima metà del XII secolo. Anche il fonte battesimale risale allo stesso periodo ed è la parte più importante dal punto di vista artistico e consiste in una vasca cilindrica decorata con una fila di capesante sotto una modanatura a rullo stretta. Ogni capasanta ha un motivo geometrico diverso nella sua bocca. Ci sono anche quattro teste grezze tra alcune delle capesante, tre delle quali sono sul lato nord del fonte battesimale. Il catino è sostenuto da un fusto corto che ha una base decorata con due modanature a rullo. Dopo la Riforma la proprietà passò alla famiglia Thynne e la tomba di Sir John Thynne è ancora conservata nella sala della chiesa.